# Dračí srdce
Dračí srdce (v anglickém originále Dragonheart) je dobrodružný fantasy film z roku 1996 v režii Roba Cohena. Hlavní role ztvárnili Dennis Quaid, David Thewlis, Pete Postlethwaite, Dina Meyer nebo Jason Isaacs.

## Děj
V 10. stol. našeho letopočtu se rytíř Bowen snaží vycvičit budoucího krále Einona. Jeho otec se zrovna snaží potlačit vzpouru, která vypukla ve vesnici, Einon je při ní zraněn. Tak jeho matka požádá draka, aby mu pomohl. Drak mu dá půlku svého srdce, aby Einon přežil. Potom ale vyjde najevo Einonova strašná povaha, takže se Bowen zapřísáhne, že zabije každého draka, kterého potká.

## Obsazení
| Znak             | Původní herec      | Český Dabing herec    |
| ---------------- | ------------------ | --------------------- |
| Bowen            | Dennis Quaid       | Martin Zounar         |
| Draco (hlas)     | Sean Connery       | Pavel Rímský          |
| král Einon       | David Thewlis      | Radovan Vaculík       |
| Gilbert          | Pete Postlethwaite | Petr Štěpánek         |
| královna Aislinn | Julie Christie     | Helena Friedrichová   |
| Kara             | Dina Meyer         | Lucie Juřičková       |
| Lord Felton      | Jason Isaacs       | Libor Terš            |
| Brok             | Brian Thompson     | Otakar Brousek mladší |
| Hewe             | Wolf Christian     | Jiří Kodeš            |
| Rudovous         | Terry O'Neill      | Jiří Plachý mladší    |
| mladý Einon      | Lee Oakes          | Radek Hoppe           |
| mladá Kara       | Sandra Kovacicova  |                       |